# 克洛蒂尔德
克洛蒂尔德（Clotilde）勃艮第人王國公主，法兰克王国墨洛温王朝王后，国王克洛维一世之妻，相传为哥特国王阿塔纳里克一世之后，天主教会和东正教会尊她為圣人，之她的促成下，克洛维皈依了基督教。其子包括克罗多米尔、希尔德贝特一世和克洛泰尔一世。